# Tolfa
Tolfa – miejscowość i gmina we Włoszech, w regionie Lacjum, w prowincji Rzym.
Według danych na rok 2004 gminę zamieszkiwało 4926 osób, 29,5 os./km².

## Miasta partnerskie
- An Daingean (Dingle), Irlandia
- Għajnsielem, Malta